# Heterochelus similis
Heterochelus similis är en skalbaggsart som beskrevs av Kulzer 1960. Heterochelus similis ingår i släktet Heterochelus och familjen Melolonthidae. Inga underarter finns listade i Catalogue of Life.